# ريبيكا ويلكوكس
ريبيكا ويلكوكس (بالإنجليزية: Rebecca Wilcox)‏ هي مقدمة تلفزيونية بريطانية، ولدت في 10 يناير 1980 في إنجلترا في المملكة المتحدة.